# Giants de New York (PL)
Les Giants de New York sont une ancienne franchise de la Players League basée à New York aux États-Unis. Parmi les principaux joueurs des Giants, citons Buck Ewing (manager-joueur), Jim O'Rourke, Tim Keefe et Roger Connor, membres du Temple de la renommée du baseball. 
À l'occasion de l'unique saison de la Players League en 1890, New York termine troisième sur huit du classement final avec 74 victoires pour 57 défaites.
Le colonel E. A. McAlpin, patron new-yorkais dans l'immobilier, possède le club.